# Vincenzo Crea
Vincenzo Crea est un acteur italien né le 18 mai 1999.

## Biographie
Il commence à jouer jeune adolescent des petits rôles à la télévision, avant de trouver des rôles plus importants au cinéma. En 2012, il joue le rôle du fils dans Appartamento ad Atene, un film qui reçoit le prix du meilleur premier film aux Globes d'or. En 2019, il incarne Nicolas Machiavel dans la série Les Médicis : Maîtres de Florence. En 2022, il a l'un des rôles principaux de la série Nous voulons tous être sauvés. La même année doit sortir le film biographique Padre Pio, avec Shia LaBeouf.

## Filmographie
- 2010 : Giovanna, commissaire (série télévisée)
- 2012 : Les Spécialistes : Rome (série télévisée)
- 2012 : Appartamento ad Atene : Alex
- 2014 : Angeli - Una storia d'amore (téléfilm) : Michele
- 2016 : I figli della notte d'Andrea De Sica : Giulio
- 2017 : Sirene (série télévisée)
- 2018 : Nessuno come noi de Volfango De Biasi : Vincenzo
- 2018 : Il mangiatore di pietre de Nicola Bellucci : Sergio
- 2019 : The App d'Elisa Fuksas : Niccolò
- 2019 : Romulus et Rémus de Matteo Rovere  : Elaxantre
- 2019 : Les Médicis : Maîtres de Florence (série télévisée) : Nicolas Machiavel
- 2020 : Gli indifferenti de Leonardo Guerra Seràgnoli : Michele Ardengo
- 2022 : Romanzo radicale de Mimmo Calopresti
- 2022 : Nous voulons tous être sauvés (série télévisée) : Gianluca
- 2022 : Padre Pio d'Abel Ferrara